# (3005) Pervictoralex
(3005) Pervictoralex (1964 JA) ist ein ungefähr fünf Kilometer großer Asteroid des inneren Hauptgürtels, der am 22. August 1979 vom schwedischen Astronomen Claes-Ingvar Lagerkvist am La-Silla-Observatorium auf dem La Silla in La Higuera in Chile (IAU-Code 809) entdeckt wurde. Er gehört zur Hertha-Familie, einer Gruppe von Asteroiden, die nach (135) Hertha benannt ist.

## Benennung
(3005) Pervictoralex wurde nach Per Victor Alexander Lagerkvist (* 9. April 1987), dem Sohn des Entdeckers Claes-Ingvar Lagerkvist, benannt.